# Les Enfants de StoneWall
 (décembre 2022).
Les Enfants de StoneWall est une série d'émissions lancée en 2003 sur Radio libertaire. Le titre de l'émission est inspiré des émeutes de Stonewall. Quatre émissions faites par des amateurs (au sens non professionnel) alternent tous les jeudis soirs. 

## Émissions diffusées en alternance

### Pédérama
Emission animée par le collectif Pédérama de 2003 à 2008.

### Affinités électives
Deuxième jeudi du mois, Avec Geneviève Pastre.

### Bistouri oui! oui!
De 9 octobre 2003 jusqu'à 21 septembre 2006. Troisième jeudi du mois. Créé par le Groupe activiste trans (GAT). La seule (ou une des très rares) émission sur la transidentité et l'intersexuation. Série de chroniques, d'interviews, d'actualité sur la question trans, on y retrouve notamment des entretiens avec Hélène Hazera, Tom Reucher, Bambi (alias Marie-Pier Pruvost), et Sarita Vincent Guillot, ainsi qu'une discussion de la première Université d'Eté de l'intersexualité.

### BodyFreaks, Les Corps Déjantés
Troisième jeudi du mois. Lancée en 2006 en reprise de Bistouri oui! oui !.

### Sida blabla
Quatrième jeudi du mois, avec Act Up-Paris.